# Ricardo Arias Feraud
Ricardo Arias Feraud (Ciudad de Panamá, República de la Nueva Granada, 2 de mayo de 1852-París, Tercera República francesa, 7 de marzo de 1927) fue un político y diplomático panameño. Está considerado como uno de los próceres de Panamá por ser parte de los conjurados de la gesta separatista de 1903.

## Biografía
Ricardo Arias Feraud nació en la Ciudad de Panamá, República de la Nueva Granada, el 2 de mayo de 1852. Sus padres fueron los panameños Ramón Mariano de la Ascensión Arias Pérez -que fue asesinado por Leonardo Samudio- y Manuela Cleotilde Feraud y Diez.
Fue un gran terrateniente y comerciante que participó activamente de la vida económica y política de los primeros días de la República, siendo un radical con lo que respecta a la independencia de Panamá.

### Vida política
Ricardo Arias Feraud fue uno de los próceres más destacados por ser miembro de la Junta Revolucionaria que forjó la independencia de Panamá de Colombia en 1903. Al momento de la creación de la Junta Provisional de Gobierno, se le ofreció un puesto a Arias Feraud pero esté argumentó que su hermano Tomás tenía más experiencia gubernamental que él y este era un momento en que se necesitaba grandemente de él para iniciar el gobierno panameño.
Como político fue Ministro de Gobierno y de Relaciones Exteriores del presidente Manuel Amador Guerrero entre 1904-1908.
Fue candidato presidencial en las elecciones generales de 1908, por el autodenominado partido Constitucional, compuesto en su mayoría por conservadores y una pequeña minoría liberal; además de que Manuel Amador Guerrero lo apoyó por completo, por lo que era visto como el candidato de la administración Amador. A pesar del apoyo, Arias no pudo obtener la mayoría perdiendo la elección.
Ocupó el cargo de enviado extraordinario y ministro plenipotenciario de Panamá en Washington D. C. en 1912.
A causa de la muerte del presidente Ramón Maximiliano Valdés en su periodo constitucional, fue candidato presidencial por segunda vez en las elecciones generales de 1918; sin embargo, debido a la promulgación del Decreto 80, que permitía al presidente Ciro Luis Urriola perpetuarse en el poder, Ricardo Arias Feraud acompañado de Pablo Arosemena suscribieron un memorándum en el que solicitaban que se reestableciera el orden constitucional, con base al artículo 136 de la Constitución. Acto seguido, Estados Unidos le dio un ultimátum a Urriola, para que respetara la fecha de las elecciones y como éste no acató la orden, “Marines” estadounidenses ocuparon las ciudades de Panamá y Colón.
Tras la intervención de los norteamericanos, se llevaron adelante las elecciones, esta vez apoyado por la facción Chiarista que servía como rol de la oposición. No obstante, nuevamente, perdió las elecciones por la decisión unilateral de la comisión electoral de Estados Unidos que se le fue dada, como última palabra, por parte del gobierno que temía una derrota.

## Fallecimiento
Falleció en París el 7 de marzo de 1927, a la edad de 74 años.

## Matrimonio y descendencia
El 8 de febrero de 1875 contrajo matrimonio con María de la Natividad Paredes Arosemena, con quien tuvo siete hijos, entre ellos Francisco Arias Paredes, conocido como Pancho Arias, fundador del Partido Liberal Renovador y candidato a la Presidencia en 1932.